# Nettaigyo wa Yuki ni Kogareru
Nettaigyo wa Yuki ni Kogareru (熱帯魚は雪に焦がれる lit. Un Pez Tropical Anhela la Nieve?), conocida en español como Los peces tropicales anhelan la nieve, es una serie de manga creada por Makoto Hagino. Comenzó la serialización en la revista Dengeki Maoh, de ASCII Media Works, en junio de 2017. Viz Media autorizó el lanzamiento del manga en América del Norte y comenzó a lanzarlo en noviembre de 2019.

## Medios de comunicación

### Manga
Nettaigyo wa Yuki ni Kogareru está escrito e ilustrado por Makoto Hagino. Comenzó la serialización en la revista Dengeki Maoh de ASCII Media Works con el número de agosto de 2017 vendido el 27 de junio de 2017. El primer tankōbon se publicó el 27 de diciembre de 2017, y seis volúmenes se lanzaron a partir del 27 de diciembre de 2019. Viz Media autorizó el lanzamiento de la serie en Norteamérica y comenzó a lanzarla en noviembre de 2019.
| N.º | Fecha de lanzamiento    | ISBN                   |
| --- | ----------------------- | ---------------------- |
| 1 | 27 de diciembre de 2017 | ISBN 978-4-04-893470-1 |
| \| - 1. "Konatsu Amano no Está Triste" (天野小夏は悲しまない, Amano Konatsu wa Kanashimanai) - 2. "Koyuki Honami no es Feliz" (帆波小雪は浮かれない, Honami Koyuki wa Ukarenai) - 3. "Konatsu Amano no Puede Ocultarlo" (天野小夏は隠せない, Amano Konatsu wa Kakusenai)) - 4. "Koyuki Honami no Puede Soportarlo" (帆波小雪は我慢出来ない, Honami Koyuki wa Gaman Dekinai) - "Epílogo" (あとがき, Atogaki) \| |                         |                        |
| 2 | 27 de abril de 2018     | ISBN 978-4-04-893722-1 |
| 3 | 25 de agosto de 2018    | ISBN 978-4-04-912087-5 |
| 4 | 25 de enero de 2019     | ISBN 978-4-04-912297-8 |
| 5 | 27 de junio de 2019     | ISBN 978-4-04-912591-7 |
| 6 | 27 de diciembre de 2019 | ISBN 978-4-04-912931-1 |
| - 1. "Konatsu Amano no Está Triste" (天野小夏は悲しまない, Amano Konatsu wa Kanashimanai) - 2. "Koyuki Honami no es Feliz" (帆波小雪は浮かれない, Honami Koyuki wa Ukarenai) - 3. "Konatsu Amano no Puede Ocultarlo" (天野小夏は隠せない, Amano Konatsu wa Kakusenai)) - 4. "Koyuki Honami no Puede Soportarlo" (帆波小雪は我慢出来ない, Honami Koyuki wa Gaman Dekinai) - "Epílogo" (あとがき, Atogaki)       |                         |                        |